# (18100) Lebreton
(18100) Lebreton (2000 LE28) – planetoida z pasa głównego asteroid okrążająca Słońce w ciągu 3,41 lat w średniej odległości 2,26 j.a. Odkryta 6 czerwca 2000 roku.